# Ricardo Vázquez-Prada Blanco

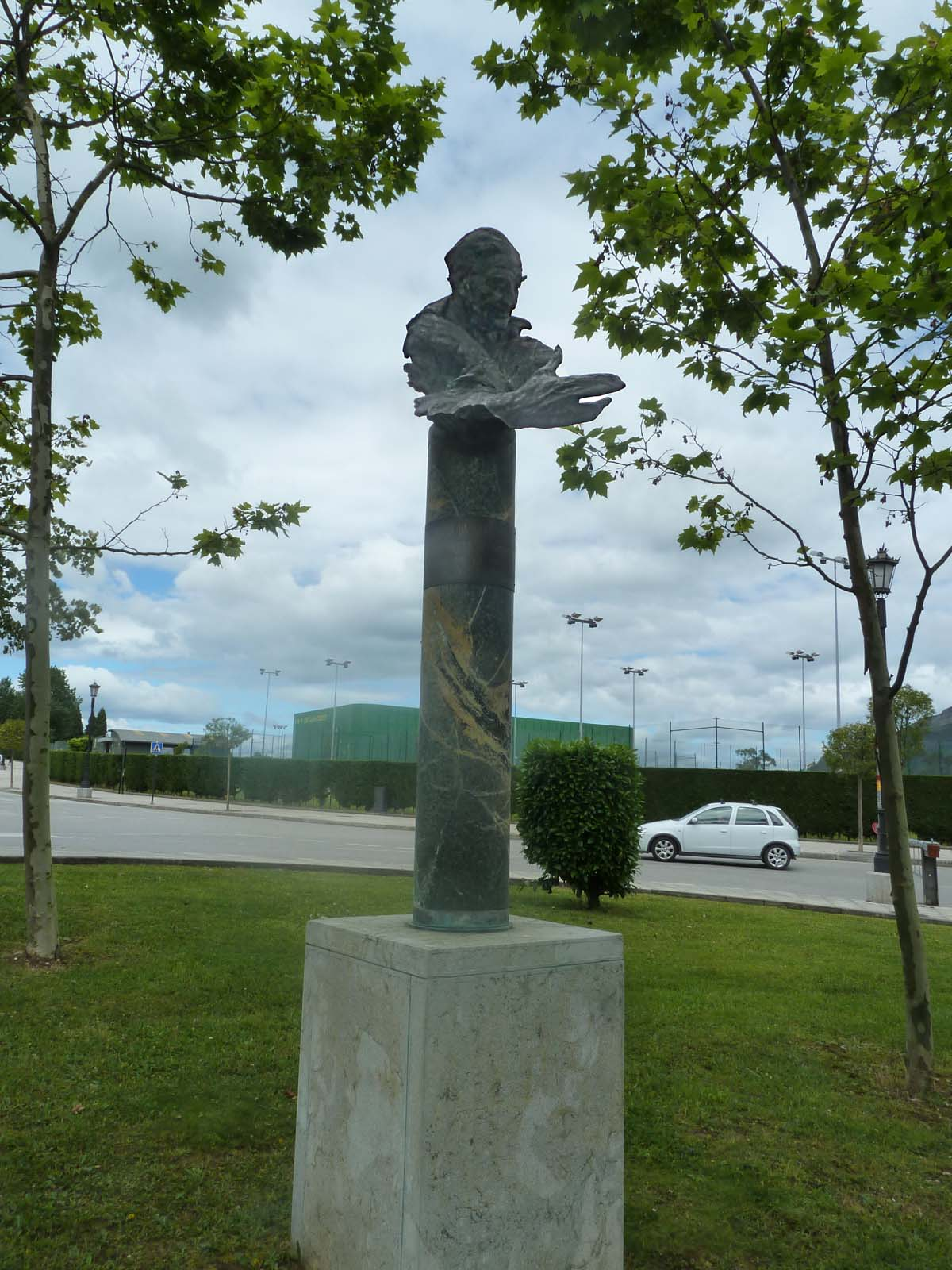
Monumento a Ricardo Vázquez-Prada en Oviedo.

Ricardo Vázquez-Prada Blanco (Pola de Siero, 1912 - Oviedo, 5 de enero de 1986) fue un periodista y escritor asturiano

## Biografía
Nacido en Pola de Siero, miembro de una familia de la hidalguía asturiana con solar en Proaza. Se inicia, muy joven, como redactor en el diario Región. Tras la guerra civil española se convierte en director de dicho periódico. Participó en emisiones radiofónicas, donde se le conocía por el sobrenombre de Tomasín. Fue también corresponsal de la agencia Logos y de los diarios Marca y Arriba, ambos pertenecientes a la Cadena de Prensa del Movimiento. También se le conoció por su promoción del folklore asturiano. Falleció en Oviedo el 5 de enero de 1986, siendo recordado por un busto realizado por Víctor Ochoa y una calle que lleva su nombre en las inmediaciones del nuevo estadio Carlos Tartiere.

## Obras
Publicó novelas, como: Dios va con ellos; El grito de Dios; Ambrosio; El loco de la montaña; Morir por nada; Prólogo a 1936; Pequeñas historias de grandes figuras del fútbol asturiano; y reportajes sobre fútbol (Grandes figuras del fútbol asturiano) e historia (Tomar café en el Peñalba, sobre la Guerra Civil Española en Asturias).